# 1999 JK96
1999 JK96 är en asteroid i huvudbältet som upptäcktes den 12 maj 1999 av LINEAR i Socorro County, New Mexico.
Asteroiden har en diameter på ungefär 12 kilometer.